# 2005 chez Disney
Cet article présente la liste des évènements de la Walt Disney Company ayant eu lieu en 2005.

## Événements

### Janvier
- 6 janvier 2005, ESPN lance la chaîne ESPN2 HD[1]
- 10 janvier 2005, ESPN Classic Sport est lancé en Belgique[1]

### Février
- 9 février 2005, The Children's Place installe le siège social de Disney Store au 443 S. Raymond Avenue à Pasadena dans une ancienne blanchisserie[2]
- 20 février 2005, Fermeture de l'exposition The Walt Disney Story à Disneyland[3]
- 25 février 2005, Disney annonce la vente de l'équipe de baseball Anaheim Angels à Henry Samueli[4]

### Mars
- 5 mars 2005, Décès de Vance Gerry (scénario et layout) à Pasadena (Californie)[5]
- 17 mars 2005, Préouverture de l'attraction Buzz Lightyear's Astro Blasters à Disneyland
- 25 mars 2005, Disney redonne à chacune de ses 4 divisions la charge de développer leurs stratégies propres au lieu de tout centraliser[6],[7]
- 27 mars 2005, Début de la série Grey's Anatomy sur ABC
- 28 mars 2005, Disney et les frères Weinstein signent un accord concernant Miramax (qui reste dans le giron de Disney) et Dimension Films (qui revient à la Weinstein Company)[8]

### Avril
- 4 avril 2005, Disney annonce une série d'investissements en Inde sur 3 ans.
- 9 avril 2005, Ouverture de l'attraction Space Mountain : Mision 2 au Parc Disneyland après rénovation[4]
- 12 avril 2005, ESPN rachète les 30 % d'ESPN Classic Sport détenus par Falconhead Capital depuis la création de la chaîne en 2001[9]
- 19 avril 2005
  - Buena Vista Games achète le studio de jeux vidéo Avalanche Software de Salt Lake City[10],[11].
  - Buena Vista Games fonde le studio de jeux vidéo Propaganda Games à Vancouver[10].
- 21 avril 2005, Disney lance une gamme de produits pour les animaux de compagnie Disney's Old Yeller au travers de la marque Kroger[12].
- 22 avril 2005
  - Buena Vista Games, le nouveau nom de Buena Vista Interactive, annonce la sortie de plusieurs titres en Europe[13]
  - Les rumeurs d'un parc à Singapour resurgissent à l'approche de l'ouverture de celui de Hong Kong Disneyland.
- 23 avril 2005, Disney se lance dans les voyages touristiques accompagnés avec Adventures by Disney.
- 26 avril 2005, The Walt Disney Company Limited achète Minds Eyes Holdings et Productions pour 464 000 £[14]
- 28 avril 2005, Disney stoppe son expérience de service de téléchargements de vidéos nommée MovieBeam et lancée en septembre 2003[15]. Un service commercial est prévu pour 2006.

### Mai
- 1er mai 2005, 
  - Les officiels de New Delhi annoncent avoir été approchés par Disney pour un parc à thèmes en Inde
  - La future Hong Kong Disneyland Resort Line est dévoilée au public.
- 4 mai 2005, Disney réfute l'annonce d'un parc en Inde.
- 5 mai 2005, 
  - Walt Disney World Resort lance un service de bagage et de transport dès l'arrivée de l'aéroport, le Disney's Magical Express[16].
  - Disney lance officiellement à Disneyland le Happiest Homecoming on Earth, pour les 50 ans du parc.
- 6 mai 2005, Disney et Pixar reprennent leurs discussions pour renouveler le contrat de 10 ans qui a été à l'origine des grands succès depuis Toy Story.
- 12 mai 2005, WDIG et BVHE lancent une plateforme de test de téléchargement de films par Internet au Japon, nommée Movie Express, disponible sur Flet de NTT[8]
- 14 mai 2005, 
  - L'attraction Molly Brown Riverboat au Parc Disneyland est victime d'une avarie technique.
  - Disney décide de licencier 3 000 informaticiens et de faire sous-traiter les services client et télécommunications à ACS et les centres de données et applications à IBM.
- 22 mai 2005, Décès de Thurl Ravenscroft, voix anglaise de nombreux personnages Disney.
- 26 mai 2005, Buena Vista International Television et ERT signent un contrat de diffusion de programmes de Disney dont Desperate Housewives, Lost : Les Disparus et les séries de Playhouse Disney.
- 28 mai 2005, 
  - Disney lance le Virtual Magic Kingdom, un jeu en ligne massivement multijoueur.
  - Le Disney Magic, l'un des 2 navires de la Disney Cruise Line est arrivé à Los Angeles pour faire 12 croisières d'une semaine dans le Pacifique.

### Juin
- 8 juin 2005, WDIG rachète le studio de jeux vidéo britannique Minds Eye Productions, développeur de Starsky et Hutch et Starsky et Hutch 2
- 12 juin 2005, Avec la sortie du film télévisé Le Magicien d'Oz des Muppets, Disney espère relancer Les Muppets
- 16 juin 2005
  - la NHL accepte la vente des Mighty Ducks d'Anaheim signée le 27 février.
  - Disney annonce la production du film Toy Story 3 par le studio Circle 7 Animation
- 18 juin 2005, Disney et Sony lancent FilmFlex, un service de VOD au Royaume-Uni[17].
- 22 juin 2005, Ouverture de la Disney's Soda Fountain and Studio Store, dans le El Capitan Theatre à Hollywood
- 23 juin
  - Disney Consumer Products stoppe la recherche d'un acheteur pour les 105 Disney Store européennes
  - Des rumeurs d'un parc Disney en Australie resurgissent
- 25 juin 2005, Entrée en service permanent de la locomotive N. 5 Ward Kimball du Disneyland Railroad
- 28 juin 2005, Disney annonce le lancement de 3 podcasts sur iTunes (ABC News, Disney Online et ESPN.com)
- 30 juin 2005, Clear Channel annonce être intéressé par l'achat de certaines radios de Disney, dans le cadre de la revente d'ABC Radio.

### Juillet
- 13 juillet 2005, Disney confirme son intention de vendre ABC Radio mais pas Radio Disney et ESPN Radio.
- 13 juillet 2005, WDIG et Sprint annonce leur intention de lancer Disney Mobile.
- 16 juillet 2005, Disney Publishing et Diamond Distributors s'associe pour lancer un programme de sensibilisation à la lecture des comics dans le Maryland.
- 17 juillet 2005, réouverture de l'attraction Space Mountain à Disneyland après deux ans de travaux
- 21 juillet 2005, des entreprises s'apprêtent à proposer des appartements en temps partagé (concurrent de Disney Vacation Club) autour du Disneyland Resort.
- 21 juillet 2005, Disney accorde une licence de distribution de vêtements pour adultes et enfants à Giordano International, une entreprise hongkongaise possédant plus de 1500 boutiques dans toute l'Asie.
- 21 juillet 2005, Ouverture de l'attraction Turtle Talk with Crush à Disney's California Adventure
- 21 juillet 2005, Ouverture de l'attraction Raging Spirits à Tokyo DisneySea
- 25 juillet 2005, Daniel Battsek est nommé PDG de Miramax après avoir été président de la filiale britannique de Buena Vista International.

### Août
- 15 août 2005, Sortie en DVD du film Lilo et Stitch 2 : Hawaï, nous avons un problème!
- 23 août 2005, Disney annonce le lancement le 1er septembre de Toon Disney en hindi
- 23 août 2005, Baby Einstein Company lance une gamme de produit pour les 3-8 ans: Little Einstein.
- 29 août 2005, Disney lève le voile sur la gamme Disney Fairies avec la sortie du livre Poussière de Fées et l’œuf magique de Gail Carson Levine.
- 31 août 2005, MVL Productions et Paramount signent un accord de production et de distribution de dix films débutant par Iron Man prévu pour 2008[18]

### Septembre
- 1er septembre 2005, Retour du Disney Magic en Floride après 12 semaines de croisières dans le Pacifique et la traversée du Canal de Panamá.
- 1er septembre 2005, Lancement de la gamme Disney Fairies et lancement de Toon Disney en hindi.
- 1er septembre 2005, Publication du premier volume Disney After Dark de la série The Kingdom Keepers de Ridley Pearson chez Disney Editions
- 5 septembre 2005, Disney Channel Japan annonce l'achat de deux productions du studio américain DIC/2005, Sabrina: The Animated Series et Inspector Gadget's Biggest Caper Ever.
- 6 septembre 2005, le Buena Vista Music Group signe un accord avec EMI Group pour la distribution des productions en Europe, en Afrique et au Moyen-Orient.
- 10 septembre 2005, Disney Consumer Products accorde une licence à la société britannique Calypso Soft Drinks pour des boissons pour enfants avec des personnages Disney.
- 11 septembre 2005, Disney Consumer Products lance la gamme Indesign Disney, une série de portes de chambre d'enfants décorées avec des personnages Disnet, construites par Masonite et vendu exclusivement dans les Home Depot américain.
- 12 septembre 2005, le parc Disney de Chine, Hong Kong Disneyland ouvre ses portes.
- 13 septembre 2005, Disney annonce vouloir tripler le nombre de Disney Store en Chine dans les 5 prochaines années.
- 13 septembre 2005, Radio Disney lance un programme en syndication en langue espagnol Viva Disney avec Entravision
- 19 septembre 2005, Disney Consumer Products accorde une licence de distribution à Funskool India pour les jouets de la gamme Disney Princess en Inde
- 21 septembre 2005, Disney-ABC Cable Network Group signe un accord avec Verizon Communications pour diffuser sur le service étendu de fibre optique  FIOS, 12 chaînes de Disney dont 7 chaînes ESPN, ABC Family et ABC News Now.
- 25 septembre 2005, Disney annonce une perte de 68 millions de dollars à la suite de la déclaration du 14 septembre de Delta Air Lines d'être en faillite.
- 25 septembre 2005, Disney annonce avoir vendu 125 000 films en une semaine sur iTunes.

### Octobre
- 1er octobre 2005, Disney lance le Mix Stick un baladeur MP3 au design de la société. Plusieurs modèles ont été présentés dont un chromé et un rose pour les Princesses.
- 3 octobre 2005, le Smithsonian annonce officiellement l'offre faite par Michael Eisner concernant la collection d'art africain Walt Disney-Tishman.
- 6 octobre 2005, Disney Electronics étoffe sa gamme avec entre autres des caméras vidéo, des lecteurs MP3 (Disney Mix Sticks) et des lecteurs de DVD portables.
- 7 octobre 2005, 
  - Disney revend le Discover Magazine pour 13 millions de $[19]
  - CineNova annonce l'arrêt de sa chaîne payante aux Pays-Bas en raison d'un nombre insuffisant d'abonnés, chaîne détenue à 90% par la société britannique MovieCo, une coentreprise de Disney et Sony, et à 10% par UPC qui avait stoppé la diffusion en mai[20]
- 9 octobre 2005, Début de la série Johnny and the Sprites sur Disney Channel
- 12 octobre 2005, Disney lance sur iTunes le téléchargement des épisodes des séries d'ABC et Disney Channel.
- 18 octobre 2005, Buena Vista International Television signe un contrat de diffusion avec la RAI pour des émissions issues des programmations de Disney Channel et de Jetix.
- 19 octobre 2005, Walt Disney Internet Group achète Living Mobile une société éditrice de jeux vidéo allemande basée à Munich et à Prague
- 19 octobre 2005, le Disney-ABC Television Group restructure son département Communications
- 30 octobre 2005, Première mondiale du film Chicken Little aux États-Unis
- 30 octobre 2005, Des cabinets de recrutements cherchent pour Disney des directeurs en Grande-Bretagne afin de développer Disney Mobile

### Novembre
- 1er novembre 2005, Disney s'apprêterait à racheter Pixar au lieu de renouveler leur contrat.
- 4 novembre 2005, Disney et Fastweb vont diffuser les programmes éducatifs Disney's Magic English sur une chaîne numérique de Fastweb
- 4 novembre 2005, Sortie du film Chicken Little aux États-Unis
- 19 novembre 2005, Disney annonce un contrat avec la firme indienne Indus Clothing pour la commercialisation de Disney Jeans.
- 23 novembre 2005, l'action de la société italienne Mondo TV augmente de 3 % à la suite d'une information de rachat possible par Disney. Pour le moment rien n'est venu confirmer cette rumeur.
- 23 novembre 2005, Disney revend ses intérêts dans une chaîne câblée espagnole pour 57 millions de $.
- 26 novembre 2005, Décès de Irving Ludwig, dirigeant de Buena Vista Pictures Distribution
- 28 novembre 2005, Décès de Card Walker, ancien PDG de Disney, à l'âge de 89 ans.
- 28 novembre 2005, Disney annonce la vente de contenu vidéo sur les iPods
- 30 novembre 2005, Disney Online lance le site de téléchargement de jeu Disney's Game Café

### Décembre
- 7 décembre 2005, Disney crée un partenariat avec Shanghai Mobile, filiale de China Mobile, et Putian pour vendre des téléphones portables
- 8 décembre 2005, Disney et Walt Disney Home Entertainment annoncent soutenir le format de disque Blu-ray[21]
- 8 décembre 2005, Sortie mondiale du film Le Lion, la Sorcière blanche et l'Armoire magique produit par Disney et Walden Media
- 11 décembre 2005, Disney Mobile cherche un partenaire pour pénétrer le marché britannique.
- 14 décembre 2005
  - Disney annonce lancer Playhouse Disney aux Philippines, le 24 décembre[22]
- 16 décembre 2005, une rumeur de rachat de Pixar par Disney est relancée par un journal de Pittsburgh